# Ред-Лейк (Міннесота)
Ред-Лейк (англ. Red Lake) — переписна місцевість (CDP) в США, в окрузі Белтремі штату Міннесота. Населення — 1786 осіб (2020).

## Географія
Ред-Лейк розташований за координатами 47°52′3″ пн. ш. 95°0′11″ зх. д. / 47.86750° пн. ш. 95.00306° зх. д. (47.867421, -95.003124).  За даними Бюро перепису населення США в 2010 році переписна місцевість мала площу 13,12 км², з яких 12,50 км² — суходіл та 0,62 км² — водойми.

## Демографія
Згідно з переписом 2010 року, у переписній місцевості мешкала 1731 особа в 485 домогосподарствах у складі 358 родин. Густота населення становила 132 особи/км².  Було 506 помешкань (39/км²).
Расовий склад населення:
| - 97,7 % — корінних американців - 1,0 % — білих - 0,2 % — чорних або афроамериканців |

До двох чи більше рас належало 0,9 %. Частка іспаномовних становила 1,0 % від усіх жителів.
За віковим діапазоном населення розподілялося таким чином: 40,2 % — особи молодші 18 років, 53,9 % — особи у віці 18—64 років, 5,9 % — особи у віці 65 років та старші. Медіана віку мешканця становила 22,6 року. На 100 осіб жіночої статі у переписній місцевості припадало 88,2 чоловіків;  на 100 жінок у віці від 18 років та старших — 91,5 чоловіків також старших 18 років.
Середній дохід на одне домашнє господарство  становив 33 624 долари США (медіана — 32 650), а середній дохід на одну сім'ю — 35 976 доларів (медіана — 33 150). За межею бідності перебувало 37,6 % осіб, у тому числі 41,2 % дітей у віці до 18 років та 0,0 % осіб у віці 65 років та старших.
Цивільне працевлаштоване населення становило 524 особи. Основні галузі зайнятості: освіта, охорона здоров'я та соціальна допомога — 43,1 %, мистецтво, розваги та відпочинок — 20,2 %, виробництво — 11,5 %, роздрібна торгівля — 5,9 %.